# Monselice
Monselice je italské městečko v oblasti Benátsko v provincii Padova. Leží na jihovýchodním úpatí Euganejských vrchů, na důležité silniční i železniční trase mezi Padovou a Ferrarou.

## Geografie
Městečko se rozkládá pod pahorkem Rocca di Monselice. 
Sousední obce: Arquà Petrarca, Baone, Battaglia Terme, Este, Galzignano Terme, Pernumia, Pozzonovo, San Pietro Viminario, Sant'Elena, Solesino, Tribano.

## Pamětihodnosti
Monselice si zachovalo většinu svých gotických hradeb. Kdysi ho chránil i hrad z dob Friedricha II. (dnes zřícenina). Centrem města je Piazza Mazzini s Obecní věží (Torre civica) ze 13. století. Malebná Via del Duomo vede odtud do výše položené části města, podél opevněného gotického paláce až k románské katedrále (Duomo Vecchio). Svatyně Sedmi kaplí (Santuario delle Sette Chiese) – poutní cesta mírně stoupající úbočím pahorku podél šesti kaplí k závěrečnému malému kostelíku.

## Osobnosti
- Simone Paltanieri, kardinál
- Guido Guinizzelli, básník

## Zajímavosti
Podle legendy zde hledali novou domovinu uprchlíci ze zničené Tróje.

## Vývoj počtu obyvatel
Počet obyvatel